# Juan Martínez Santana
Juan Martínez Santana es un deportista mexicano que compitió en piragüismo en la modalidad de aguas tranquilas. Ganó una medalla en el Campeonato Mundial de Piragüismo de 1994, y cuatro medallas en el Juegos Panamericanos en los años 1991 y 1995.

## Palmarés internacional
| Campeonato Mundial   | Campeonato Mundial        | Campeonato Mundial | Campeonato Mundial |
| Año                  | Lugar                     | Medalla            | Competición        |
| -------------------- | ------------------------- | ------------------ | ------------------ |
| 1994                 | Ciudad de México (México) | Medalla de bronce  | C4 1000 m          |
| Juegos Panamericanos |                           |                    |                    |
| Año                  | Lugar                     | Medalla            | Competición        |
| 1991                 | La Habana (Cuba)          | Medalla de plata   | C2 500 m           |
| 1995                 | Mar del Plata (Argentina) | Medalla de plata   | C1 1000 m          |
| 1995                 | Mar del Plata (Argentina) | Medalla de bronce  | C1 500 m           |
| 1995                 | Mar del Plata (Argentina) | Medalla de bronce  | C2 1000 m          |